# Hypnum mukahivense
Hypnum mukahivense là một loài Rêu trong họ Hypnaceae. Loài này được Schimp. mô tả khoa học đầu tiên năm 1875.